# Arielli
Arielli ist eine italienische Gemeinde (comune) mit 1048 Einwohnern (Stand 31. Dezember 2023) in der Provinz Chieti in den Abruzzen. Die Gemeinde liegt etwa 14,5 Kilometer südöstlich von Chieti und Unione dei Comuni della Marrucina.

## Verkehr
Am östlichen Rand der Gemeinde führt die frühere Strada Statale 538 Marrucina (heute die Provinzstraße 218/538) von Ortona nach Guardiagrele entlang.

## Weinbau
In der Gemeinde werden Reben der Sorte Montepulciano für den DOC-Wein Montepulciano d’Abruzzo angebaut.